# Мускет
Мускет или мушкет е ранно ръчно гладкоцевно огнестрелно оръжие с дълга цев и дулно зареждане. В общия случай е предназначен за стреляне от рамо. Най-ранното споменаване на мускета е от късния 15 век. Излиза от въоръжение към средата на 19 век.
Поради сравнително голямата дължина на дулото, с мускети са въоръжавани преди всичко пехотинците. Войниците, въоръжени с мускети се наричат мускетари.